# Dorsale Conway
La dorsale Conway è una catena montuosa dell'Antartide. Situata in particolare nella Terra di Oates, e in particolare in corrispondenza della costa di Hillary, davanti alla barriera di Ross, la catena, che fa parte del più vasto gruppo montuoso dei monti Cook, si estende in direzione nord-sud per circa 60 km e in direzione est-ovest per circa 25. La dorsale, la cui vetta più elevata risulta essere quella del monte Keltie, che arriva a 2640 m s.l.m., è delimitata a nord dal flusso del ghiacciaio Mulock, che la separa dalla dorsale Worcester, a ovest dall'Altopiano Antartico, a sud dal flusso del ghiacciaio Carlyon e a est dalla barriera di Ross.

All'interno della catena sono presenti diversi ghiacciai, tra cui il Bertoglio, che scorre verso est a partire dal versante orientale della dorsale.

## Storia
Molte delle vette più alte della dorsale Conway sono state avvistate dalla barriera di Ross durante la spedizione Discovery, condotta negli anni 1901-04 dal capitano Robert Falcon Scott, ma il suo nome attuale appare per la prima volta solo nei rapporti della spedizione Nimrod, condotta negli anni 1907-09 al comando di Ernest Shackleton. Non è ben chiaro in onore di chi sia stata così battezzata, ma si ritiene che la catena porti il nome dell'alpinista britannico William Martin Conway (1856-1937). Dopo una parziale mappatura effettuata durante la spedizione Fuchs-Hillary, condotta nel 1955-1958, l'intera formazione fu mappata da membri dello United States Geological Survey (USGS) grazie a fotografie aeree scattate dalla marina militare statunitense (USN) nel periodo 1960-62.